# Золотой Луи
«Золотой Луи» (англ. The Golden Louis) — американский короткометражный драматический фильм Дэвида Уорка Гриффита.

## Сюжет
Анонимный донор случайно уронил золотую монету и она оказалась в туфле бездомной девушки. Один азартный игрок взял монету в долг и выиграл целое состояние. Сможет ли он найти девушку снова и вернуть ей долг?

## В ролях
| Актёр            | Роль               |
| ---------------- | ------------------ |
| Анита Хендри     | мать               |
| Оуэн Мур         | добрый самаритянин |
| Чарльз Инсли     | игрок              |
| Линда Арвидсон   |                    |
| Кейт Брюс        |                    |
| Глэдис Иган      |                    |
| Джордж Гебхардт  |                    |
| Артур В. Джонсон | игрок              |
| Флоренс Лоуренс  |                    |